# سام مالكوم
سام مالكوم (بالإنجليزية: Sam Malcolm)‏ هو لاعب اتحاد الرغبي نيوزلندي، ولد في 25 سبتمبر 1995 في وانجانوي في نيوزيلندا.